# 朝鮮語
，又称是大韩民国和朝鲜民主主义人民共和国（北韓）的官方语言，隨着韩国流行文化流行全世界和韓國在国际上的科技、经济和政治地位的快速提高，学习韩语的人数也持续大幅增加，韩语在世界各國廣泛流行。目前许多国家的學校都教授韩语。在美国、欧洲、澳洲、日本等地，大学入学考试的外語科目中可以選擇韩语應考。
朝韩之间本使用同样的语言，但是在朝鲜半岛分裂后出现严重的语言障碍。据韩国政府进行的调查结果显示，40%以上的脱北朝鲜居民表示在韩国沟通时因听不懂外来语而遭遇困难。朝韩双方使用的日常用语约34%不同，专用词汇等术语有约64%不同。因此，朝鲜民主主义人民共和国和大韩民国为消除日趋严重的语言障碍而从2005年开始共同编撰名为《民族语大辞典》（민족어대사전）的统合国语辞典。据悉，《民族语大辞典》朝韩共同编纂工作已取得80%的进展。

## 名稱
在大韓民國，這個語言的名稱是“／”。台湾、香港、澳門，則通稱為“韓語”和“韓文”。在中国大陆的名稱是“韓語”。
朝鮮民主主義人民共和國使用的名稱是“朝鮮語”（／）。
中华人民共和国对中國朝鮮族与朝鮮民主主義人民共和國使用的名稱是“朝鲜语”，对大韓民國使用的名称是“韩国语”。
在日本语里是“／”。
在中華人民共和國和日本，學術上的名稱是“朝鮮語”。

### 名稱的歷史
歷史上，该语言在1392年以前隨朝鮮半島上的高麗王朝被称为「高丽语」，直至1392年李成桂建立「朝鲜王朝」之后，其即改称「朝鲜语」。1897年，朝鮮高宗李熙称帝並改国号为「大韩帝国」，因此這语言又改称「韩国语」或「韩语」。二战后，朝鮮半島南北分治，兩方各按照自己的國名來命名該語言，北部的朝鮮民主主義人民共和國称之为「朝鲜语」，而南部的大韩民国称之为「韩国语」。而俄羅斯遠東地區和中亞的朝鮮人之間則稱之為「高麗語」［고려말（Goryeomal）、］——但此處的「高麗語」與朝鮮半島的語言存在一定差異。

### 外国称呼

#### 中國
1897年大韩帝国成立以前，該語言只稱為「朝鮮語」或「朝语」。中華人民共和國于1949年建国以后，視同屬社会主義陣营的朝鮮民主主義人民共和國為整個朝鮮半島的唯一合法政府。因此將中国国内及朝鲜半岛所有關於朝鲜民族文化和國家的字詞均以「朝鲜」称呼，該語言也因而继续稱為「朝鲜语」。但是，中華人民共和國與大韓民國在1992年建立邦交後，與韓国的直接文化和經濟交流迅速發展，韓国資本大量流入中國，再加上韓流的影響力，中國本土的朝鮮語受到了韓國標準語極大的影響。
之後，該語言的課本、辞典等幾乎都以「韩国语」的名稱發行，而且內容以韓國標準語的詞彙為主。因此，現在「韩语」和「韩国语」的稱呼在中國更加普遍。雖然中国公立大学的外语學系大多依舊以“朝鲜语”作为該語言的正式称呼，但是幾乎所有教材以及授課内容都以“韩国语”为标准。中國出版的教材幾乎基本上使用“韓（国）語”的称谓，只有专门關於中国朝鲜族的教材才使用“朝鲜语”的表述。

#### 日本
漢字文化圈国家也存在類似的名稱問題，使「朝鲜语」和「韩國语」的说法并存。在日本，為了表示中立，亦有人也使用（英文 Korea 的音譯）、和等稱謂，以及使用其书写系统諺文一词的音譯以回避語言名稱。

## 音韵结构
韓語沒有漢語那樣的声调（tone），也沒有英語那樣的重音（stress），也沒有日語那樣的詞調（accent），但韓語音韵多变。然而，根據多倫多大學語言學教授姜潤貞（音譯）和仁荷大學韓國語文及文學系教授韓成愚於2013年發表的一份研究，在近年韓語首尔方言中，弱音（ㅂㅈㄷㄱ）、送气音（ㅍㅊㅌㅋ）和强音（ㅃㅉㄸㄲ）之间的对立正从发音起始时间转变为音高变化，表明现代首尔方言正在产生声调。

### 音素
韓语是音节语言，根据音节结构划分，韓语有十九个初声（초성）、二十一个中声（중성）以及二十七个终声（종성）。
|  | 清辅音／無聲子音 | 무성자음      |                  |             |             |             |               |
|  | 弱送气／平音     | 예사소리/평음 | ᄀ /k/ (g)       | ᄃ /t/ (d)  | ᄇ /p/ (b)  | ᄉ /s/ (s)  | ᄌ /t͡ɕ/ (j)   |
|  | 送气音／激音     | 거센소리/격음 | ᄏ /kʰ/ (k)      | ᄐ /tʰ/ (t) | ᄑ /pʰ/ (p) | ᄒ /h/ (h)  | ᄎ /t͡ɕʰ/ (ch) |
|  | 紧音／硬音       | 경음/된소리   | ᄁ /k͈/ (kk)      | ᄄ /t͈/ (tt) | ᄈ /p͈/ (pp) | ᄊ /s͈/ (ss) | ᄍ /t͡ɕ͈/ (jj)  |
|  | 浊辅音／有聲子音 | 유성자음      |                  |             |             |             |               |
|  | 鼻音             | 비음          | ᄂ /n/ (n)       | ᄆ /m/ (m)  |             |             |               |
|  | 流音             | 설측음        | ᄅ /ɾ ~ l/ (r,l) |             |             |             |               |

- 作頭音為 /ɾ/ (r)，作尾音為 /l/ (l)。
- 作为初声时为零声母，不发音。
- 在首尔中青年人的口音中，鼻音声母、在词首有明显的去鼻化现象，读作 [ᵐb]、[ⁿd] 或 [b]、[d] ，年轻人甚至有20%的几率将其读作 [p]、[t] 或 [pʰ]、[tʰ]。[27]

| 阳性韵母 | ᅡ /a/ (a)  | ᅣ /ja/ (ya)  | ᅪ /wa/ (wa)         |
|          | ᅢ /ɛ/ (ae) | ᅤ /jɛ/ (yae) | ᅫ /wɛ/ (wae)        |
|          | ᅩ /o/ (o)  | ᅭ /jo/ (yo)  | ᅬ /ø/ (oe)          |
| 阴性韵母 | ᅥ /ʌ/ (eo) | ᅧ /jʌ/ (yeo) | ᅯ /wʌ/ (wo)         |
|          | ᅦ /e/ (e)  | ᅨ /je/ (ye)  | ᅰ /we/ (we)         |
|          | ᅮ /u/ (u)  | ᅲ /ju/ (yu)  | ᅱ /y/ (wi)          |
| 中性韵母 | ᅳ /ɯ/ (eu) | ᅵ /i/ (i)    | ᅴ /ɰi/ /i/ /ɛ/ (ui) |

- 老派韓語把「ㅚ」和「ㅟ」讀成單元音/ø/和/y/，現在韓國人已經趨向把「ㅚ」和「ㅟ」讀成 /wɛ/ 和 /wi/。
- 「ᅢ」和「ᅦ」的對立在現代韓語也逐漸消失，現在不少韓國人將兩者都發成同音/e̞/。
- 「ㅢ」在詞首作/ɰi/音，在詞中或詞尾時作/i/音，用作屬格助詞「的」時作/e/音。

韓语的母音有长短之分，母音的长短会影响词汇的含意，例如短音눈/nun/為眼睛的意思、長音눈/nuːn/為雪的意思。但是今天韩國人说的韩语已经不分长短音了，所以一般的韩语教科书都不教授长短音。而朝鮮人（特别是播音员）说的朝鲜语则还保留着这个音韵特徵。
| 塞音 | /k̚/ (k)  | ᆨ | ᆿ | ᆩ | ᆪ | ᆰ |  |  |  |
|      | /t̚/ (t)  | ᆮ | ᇀ | ᇂ | ᆺ | ᆻ | ᆽ | ᆾ |  |
|      | /p̚/ (p)  | ᆸ | ᇁ | ᆹ | ᆵ |  |  |  |  |
| 流音 | /l/ (l)  | ᆯ | ᆲ | ᆳ | ᆴ | ᆶ |  |  |  |
| 鼻音 | /n/ (n)  | ᆫ | ᆬ | ᆭ |  |  |  |  |  |
|      | /m/ (m)  | ᆷ | ᆱ |  |  |  |  |  |  |
|      | /ŋ/ (ng) | ᆼ |  |  |  |  |  |  |  |

### 音韵变化
朝鲜语的音韵变化非常丰富，最常见的变化现象有连读、鼻音化、有气音化、紧音化、浓音化和颚音化五类。由於有這些發音變化，一些來自於古代韩語的詞彙的發音可能與它們在現代韩語中的發音相去甚遠。
通常情況下，這些音韻變化在朝鮮半島南北兩側是相同的。以下内容均使用马科恩-赖肖尔表记法注音。

#### 连读现象
当两个单母音可以被连读成已有的复合母音的时候，连读现象就会发生。

当前字韵尾後接无声母的字的时候，前字的韵尾变成後字的声母，即连读

当韵尾是「ㄹ」、「ㄴ」或「ㅁ」的字後接以「ㅎ」为声母字的时候，後字的声母「ㅎ」不发音，前字的韵尾变成後字的声母，即连读（注：这个现象并不一定发生）

#### 鼻音化现象
当前字韵尾是「ㄱ」、「ㄲ」、「ㅋ」或「ㄺ」 ，後字声母是「ㄹ」、「ㄴ」或「ㅁ」的时候，前字韵尾鼻音化成「ㅇ」。又，後字的「ㄹ」在韓國標準語中读成「ㄴ」。而朝鮮民主主義人民共和國在2010年以前規定按原音「ㄹ」發音，但2010年的《朝鮮語規範集》改訂中規定後字聲母「ㄹ」在後跟「ㅑ」「ㅛ」等有介音的韻母時可發「ㄹ」或「ㄴ」，而後跟「ㅏ」「ㅗ」「ㅣ」等韻母的時候則發「ㄴ」，下同。
| 寫法   | 拼音       | 讀音   | 拼音        | 漢字 |
| ------ | ---------- | ------ | ----------- | ---- |
| 박물관 | pakmulgwan | 방물관 | pangmulgwan |      |
| 깎는다 | kkaknŭnda  | 깡는다 | kkangnŭnda  |      |
| 읽는다 | ilknŭnda   | 잉는다 | ingnŭnda    |      |
| 독립   | dokrip     | 동닙   | dongnip     |      |
| 숙녀   | suknyŏ     | 숭녀   | sungnyŏ     |      |
| 욕망   | yokmang    | 용망   | yongmang    |      |

当前字韵尾是「ㅂ」、「ㅄ」、「ㄼ」、「ㅍ」或「ㄿ」，後字声母是「ㄹ」、「ㄴ」或「ㅁ」的时候，前字韵尾鼻音化成「ㅁ」。又，後字的「ㄹ」读成「ㄴ」。
| 寫法   | 拼音     | 讀音                       | 拼音                               | 漢字 |
| ------ | -------- | -------------------------- | ---------------------------------- | ---- |
| 십년   | sipnyŏn  | 심년                       | simnyŏn                            |      |
| 협력   | hyŏpryŏk | 혐녁（北朝鮮亦可讀作혐력） | hyŏmnyŏk（北朝鮮亦可讀作hyŏmryŏk） |      |
| 앞날   | apnal    | 암날                       | amnal                              |      |
| 값매다 | kapmaeda | 감매다                     | kammaeda                           |      |

当前字韵尾是「ㄷ」、「ㅌ」、「ㅅ」、「ㅆ」、「ㅊ」或「ㅈ」，後字声母是「ㄹ」、「ㄴ」或「ㅁ」的时候，前字韵尾鼻音化成「ㄴ」。又，後字的「ㄹ」读成「ㄴ」。
| 寫法 | 拼音    | 讀音 | 拼音    |
| ---- | ------- | ---- | ------- |
| 밑면 | mitmyŏn | 민면 | minmyŏn |
| 꽃물 | kkotmul | 꼰물 | kkonmul |
| 있는 | itnŭn   | 인는 | innŭn   |

当前字韵尾是「ㅁ」或「ㅇ」，後字声母是「ㄹ」的时候，後字的「ㄹ」读成「ㄴ」。此規則在海外部分朝鮮語使用人群中不適用。
| 寫法 | 拼音     | 讀音                     | 拼音                               | 漢字 |
| ---- | -------- | ------------------------ | ---------------------------------- | ---- |
| 통로 | tongro   | 통노                     | tongno                             |      |
| 침략 | chimryak | 침냑（北朝鮮亦可讀침략） | chimnyak（北朝鮮亦可讀作chimryak） |      |

在复合词语中，当後字的韵母是以"i"或"y"发音开始，而前字韵尾是上述的任何一个的时候，将後字冠以声母「ㄴ」，并按照以上规则鼻音化。（一般不适用於非复合词语）
| 寫法      | 拼音         | 讀音      | 拼音          | 漢字 | 備註                                                               |
| --------- | ------------ | --------- | ------------- | ---- | ------------------------------------------------------------------ |
| 십육      | sipyuk       | 심뉵      | simnyuk       |      | 北朝鮮写作，读音可為simnyuk或simryuk                               |
| 못 읽다   | mot ikta     | 몬 닉따   | mon nikta     |      | 參見以下的浓音化。北朝鮮不留空位而写作，读音相同                   |
| 옛 이야기 | yet iyagi    | 옌 니야기 | yen niyagi    |      |                                                                    |
| 식용유    | sigyongyu    | 시굥뉴    | sigyongnyu    |      |                                                                    |
| 담요      | damyo        | 담뇨      | damnyo        |      |                                                                    |
| 꽃잎      | kkochip      | 꼰닙      | kkonnip       |      |                                                                    |
| 그림엽서  | gŭrimyŏpsŏ   | 그림녑써  | gŭrimnyŏpsŏ   |      |                                                                    |
| 내복약    | naebogyak    | 내봉냑    | naebongnyak   |      |                                                                    |
| 서울역    | sŏuryŏk      | 서울력    | sŏullyŏk      |      | 參見下述流音現象                                                   |
| 열용량    | yŏryongryang | 열룡냥    | yŏllyongnyang |      | 參見前述鼻音化與下述流音現象。北朝鮮亦可讀作열룡량(yeollyongryang) |

也有少數非復合詞語可以按此種規則發音，但直接按照拼法發音亦可。
| 寫法 | 拼音    | 讀音1 | 拼音1    | 讀音2 | 拼音2   | 漢字 |
| ---- | ------- | ----- | -------- | ----- | ------- | ---- |
| 금융 | gŭmyung | 금늉  | gŭmnyung | 그뮹  | gŭmyung |      |
| 검열 | gŏmyŏl  | 검녈  | gŏmnyŏl  | 거멸  | gŏmyŏl  |      |

但也有部分復合詞彙不符合此規則。
| 寫法     | 讀音     | 拼音        | 漢字 |
| -------- | -------- | ----------- | ---- |
| 송별연   | 송벼련   | songbyŏryŏn |      |
| 등용문   | 등용문   | dŭngyongmun |      |
| 그림일기 | 그리밀기 | gŭrimilgi   |      |

在复合词语中，当前字无韵尾，後字声母是「ㄴ」或「ㅁ」的时候，前字添上「ㄴ」作为韵尾；在大韓民國写法中并加上「ㅅ」示之（北朝鮮不加上）。
| 朝鮮寫法 | 拼音   | 讀音 | 拼音    | 韓國寫法 |
| -------- | ------ | ---- | ------- | -------- |
| 비물     | pimul  | 빈물 | pinmul  | 빗물     |
| 뒤날     | twinal | 뒨날 | twinnal | 뒷날     |

在小部分的词语中，由於朝鮮語歷史上的音韻變化，会出现與現代漢語中字首的n與l不同的現象：
會寧 
保寧 

#### 有气音化现象
当前字韵尾是「ㄱ」或「ㄺ」，後字声母是「ㅎ」的时候，後字声母变成「ㅋ」。
| 變音前 | 拼音     | 變音後 | 拼音     | 中文解釋 |
| ------ | -------- | ------ | -------- | -------- |
| 악화   | akhwa    | 아콰   | ak'wa    | 惡化     |
| 밝히다 | palkhida | 발키다 | palk'ida | 照亮     |

当前字韵尾是「ㅂ」後字声母是「ㅎ」的时候，後字声母变成「ㅍ」。
| 變音前 | 拼音       | 變音後   | 拼音        | 中文解釋 |
| ------ | ---------- | -------- | ----------- | -------- |
| 섭하다 | sŏpsŏphada | 섭써파다 | sŏpssŏp'ada | 遺憾     |

当前字韵尾是「ㄷ」、「ㅈ」、「ㅊ」或「ㅅ」，後字声母是「ㅎ」（히除外）的时候，後字声母变成「ㅌ」。
| 變音前     | 拼音         | 變音後   | 拼音         | 中文解釋 |
| ---------- | ------------ | -------- | ------------ | -------- |
| 맏형수     | mathyŏngsu   | 마텽수   | mat'yŏngsu   | 長兄嫂   |
| 못하다     | mothada      | 모타다   | mot'ada      | 不能夠   |
| 꽃 한 송이 | kkothansongi | 꼬탄송이 | kkot'ansongi | 花一朵   |
| 따뜻하다   | ttatteuthada | 따뜨타다 | ttatteut'ada | 溫暖     |

但亦有特殊的例子，例如「맛있다」（好吃）、「멋있다」（帥氣）兩詞在大韓民國標準發音中規定可以分別有maditta與masitta，mŏditta與mŏsitta兩套發音，而在北朝鮮僅規定masitta、mŏsitta一種發音。

#### 浓音化现象
当前字韵尾是无声子音，後字声母是「ㄱ」、「ㄷ」、「ㅂ」、「ㅅ」或「ㅈ」的时候，後字声母浓音化成为「ㄲ」、「ㄸ」、「ㅃ」、「ㅆ」或「ㅉ」。（由於马科恩-赖肖尔转写系统并不把这一类别的浓音声母写成为浓音声母，因此这里省略拼音）

当一个词语由两个其他词语组成的时候，第二个词的第一个声母浓音化；而且在大韓民國的韩语中，如果第一个词语的词尾有空位的话，加上「ㅅ」（北朝鮮不加上）。
（韓國写成）

不完全名词的首个声母有时候浓音化。
（先生的 + 东西）（漢字詞「先生」指「老師」）
（三日的 + 时间）
當動詞的語幹韵尾是「ㅁ」或「ㄴ」的时候，语尾的声母浓音化。

汉字语词语中，第一字韵尾是「ㄹ」，第二字声母是「ㄷ」、「ㅅ」或「ㅈ」的时候，第二字声母浓音化成为「ㄸ」、「ㅆ」或「ㅉ」。

另外有很多例外的浓音化；这些例外的浓音化在一般朝鲜语字典之中都有注明。
解作的时候， 

#### 颚音化现象
当前字韵尾是「ㄷ」或「ㅈ」，後字是「히」的时候，後字变成「치」。

当前字韵尾是「ㄷ」或「ㅌ」，後字是「이」的时候，後字变成「지」或「치」。

### 元音和諧
元音和諧在现代朝鲜语里面已经有相当大程度的萎缩，目前这种现象表现在组字、文法上的词尾添加以及固有词三个方面。
朝鲜语根据母音的发音部位将母音分做阳性母音、中性母音和阴性母音（在語法变化的时候，中性母音也被看做阴性母音）两大类。（母音性别的划分请参看本节音素部分的韵母表）
在用韩文字母组字的时候，六个单母音字母（ㅗ、ㅜ、ㅏ、ㅓ、ㅡ、ㅣ）组成母音合体字母的时候需要遵照「同性相吸」的原则。
阳（阴）性单母音字母只能跟阳（阴）性单母音字母组合成阳（阴）性的母音合体字母。阳性单母音字母不能跟阴性单母音字母组合成母音合体字母。所以在朝鮮文字中只有阳性母音字母「ㅗ」跟阳性母音字母「ㅏ」或阴性母音字母「ㅜ」跟阴性母音字母「ㅓ」的母音合体字母（ㅘ，ㅝ），没有阴性母音字母「ㅜ」跟阳性母音字母「ㅏ」或阳性母音字母「ㅗ」跟阴性母音字母「ㅓ」组成的母音合体字母。
在组立母音合体字母的时候，中性单母音却可以和阳性单母音或者阴性单母音组合成母音合体字母，比如像阳性母音字母「ㅏ」就可以跟中性母音字母「ㅣ」组成母音合体字母「ㅐ」；阴性母音字母「ㅓ」跟中性母音字母「ㅣ」组成母音合体字母「ㅔ」
在文法上，也需要遵照「同性相吸」的原则添加带有母音的词尾。例如对等阶词尾的两种形式「아요(ayo) / 어요(ŏyo)」就是为此而备的。前者是添加在含有阳性母音动词或形容词（汉字词不在此限）的词干後面，後者则是添加在含有阴性母音动词或形容词的词干後面。
보다(pota) 보 - 아요 / 어요 → 보아요(po-ayo)
두다(tuta) 두 - 아요 / 어요→ 두어요 (tu-ŏyo)
在朝鲜语的固有词汇中也能看到很多母音调和的现象，这种现象表现为多音节词汇中前後音节的母音都是阳性母音或者都是阴性母音。比如바다（海）。
| 陽性                       | a  | ya  | o  | wa  | yo     | ( ə)  |
| 陽性                       | ae | yae | oe | wae | ( yoe) | ( əi) |
| 陰性                       | eo | yeo | u  | wo  | yu     | eu    |
| 陰性                       | e  | ye  | wi | we  | ( ywi) | ui    |
| 中性                       | i  | i   | i  | i   | i      | i     |
| 括號為方言或已廢除的元音。 |    |     |    |     |        |       |

### 流音现象与头音法则
流音「ㄹ（r）」不出现在词首或句首，並在流音前添加母音或者将其转换做其他声母，这种现象被称做流音现象。
朝鲜语中有相似的現象，所有的固有词（除了拟声词）的首字都不以流音「ㄹ（r）」做声母，所以当韩国人用汉字构词的时候，含有声韵母组合「ㄴ-이（n-i）」以及声母「ㄹ（r）」的汉字也不能出现词首与句首，需要对其进行适当的转化以後才能出现在词首与句首。这种转换规则的称为头音法则。對一些複合詞中的後續部分亦適用此規則。
（注意：以下规则全部不适用於在朝鮮民主主義人民共和國（北韓）使用的朝鲜语，即全部不变化。）
声韵母组合「ㄴ-이（n-i）」的转换
当声母「ㄴ（n）」与「이」或与含有介音「이」的复合母音（包括야、여、유、요、예）组合的时候，声母「ㄴ（n）」脱落。
| 漢字 | 朝鮮     | 韓國     |
| ---- | -------- | -------- |
|      | 녀자     | 여자     |
|      | 년세     | 연세     |
|      | 뉴대     | 유대     |
|      | 뇨소     | 요소     |
|      | 공념불   | 공염불   |
|      | 남존녀비 | 남존여비 |
声母「ㄹ」的转换
当含有声母「ㄹ」的汉字在合成词中做首字的时候，声母转换成「ㄴ」。
| 漢字 | 朝鮮 | 韓國 | 中文解釋 |
| ---- | ---- | ---- | -------- |
|      | 라선 | 나선 | 螺旋     |
|      | 로동 | 노동 | 勞動     |
|      | 루락 | 누락 | 遺漏     |
|      | 랍치 | 납치 | 劫持     |
|      | 록음 | 녹음 | 錄音     |
|      | 롱담 | 농담 | 玩笑話   |
当声母「ㄹ」与「이」或与含有介音「이」的复合母音（야、여、유、요、예）组合的时候，声母「ㄹ」（转换成「ㄴ」，然後再）脱落。
| 漢字 | 朝鮮   | 韓國   | 中文解釋 |
| ---- | ------ | ------ | -------- |
|      | 리득   | 이득   | 得利     |
|      | 량심   | 양심   | 良心     |
|      | 려권   | 여권   | 護照     |
|      | 류창   | 유창   | 流暢     |
|      | 료리   | 요리   | 料理     |
|      | 례절   | 예절   | 禮節     |
|      | 열력학 | 열역학 | 熱力學   |
当前字无韵尾或者韵尾是的时候，转化成。
| 漢字 | 朝鮮 | 韓國 |
| ---- | ---- | ---- |
|      | 규률 | 규율 |
|      | 비률 | 비율 |
|      | 선렬 | 선열 |
|      | 법률 |      |
|      | 행렬 |      |
（以下规则部分适用於在朝鮮民主主義人民共和國使用的朝鲜语）
声母组合、及的转换
当前字韵尾是，後字声母是的时候，或者当前字韵尾是，後字声母是的时候，读成。
| 寫法   | 拼音         | 讀音   | 拼音         | 漢字 | 備註                                  |
| ------ | ------------ | ------ | ------------ | ---- | ------------------------------------- |
| 연락   | yŏnrak       | 열락   | yŏllak       |      | 在北朝鮮寫作(ryŏnrak)，讀作 (ryŏllak) |
| 신라   | Sinra        | 실라   | Silla        |      |                                       |
| 실내   | silnae       | 실래   | sillae       |      |                                       |
| 물난리 | mulnanri     | 물랄리 | mullalli     |      |                                       |
| 대관령 | Daegwanryŏng | 대괄령 | Daegwallyŏng |      |                                       |
当汉字语出现，而被读成的时候，韓國標準語里面会将其写成，而朝鮮文化語仍保留寫法。
| 朝鮮寫法 | 韓國寫法 | 讀音   | 拼音     | 漢字 |
| -------- | -------- | ------ | -------- | ---- |
| 곤난     | 곤란     | 골란   | kollan   |      |
| 한나산   | 한라산   | 할라산 | Hallasan |      |
但當三字詞語中，前二字修飾第三字且前字韻尾為，後字聲母是的時候，發生鼻音化，讀成。
| 寫法   | 拼音          | 讀音   | 拼音          | 漢字 |
| ------ | ------------- | ------ | ------------- | ---- |
| 생산량 | saengsanryang | 생산냥 | saengsannyang |      |
| 의견란 | ŭigyŏnran     | 의견난 | ŭigyŏnnan     |      |

## 語法
韩语是一种黏着语，主要是依靠词尾的变化来表现其文法关系。文法结构是主宾谓结构（SOV）。修飾語在被修飾的詞之前。句子可以不符合主賓謂的結構，但必須以謂語（動詞）結尾。韓語中，動詞形態變化決定於時態及以談話者之間的關係。

## 词汇
根据词汇的来源，朝鲜语的词汇可以分為固有詞、漢字詞、外來詞和混種詞。

### 固有词
固有词（：／）是朝鲜语本身就有的词汇，这些词汇多是日常生活中常用的动、名词，比如动词「（去）」、 名词「밤（晚上）」等；以及一些具象的名词，比如「（树）」、「（水）」等。另外韩国语有一些从汉语和日語演變的固有詞，如有学者认为「（寺）」來自漢語「刹」字。

### 汉字词
汉字语（：／）是借用汉字的涵义组合成词汇，然後再用朝鲜语来念汉字写成的词。这类词汇在朝鲜语中占的比例很大，十分重要。這是因为朝鲜语中相当多的抽象概念或者现代事物需要藉汉字词来表达。
朝鲜语汉字词除了来自古汉语以外，还有相当大的一部分是近代从日語的和製漢語中吸收的，这些词汇大多数用来表达现代事物或概念，比如：
| 漢字 | 日語   | 韓語  | 現代標準漢語 |
| ---- | ------ | ----- | ------------ |
|      | shakai | sahoe | shèhuì       |
|      | minshu | minju | mínzhǔ       |
在吸收日語汉字词的时候，朝鲜语完全按照朝鲜语的汉字音来读，所以日語使用训读音的汉字词也一概的用朝鲜语汉字音读出，例如：
| 漢字 | 日語      | 韓語    | 現代標準漢語 |
| ---- | --------- | ------- | ------------ |
|      | torikeshi | 'chwiso | qǔxiāo       |
|      | waribiki  | harin   | gēyǐn        |
|      | nimotsu   | hamul   | hèwù         |
除了从古汉语和日本语吸收汉字词以外，朝鲜语也有为数不多的自制汉字词，例如：
| 漢字 | 韓語 | 意義 |
| ---- | ---- | ---- |
|      | mian | 抱歉 |

### 外来词
外来词（：／）是在朝鲜语中，所有不能转换成汉字书写的非固有词（混合词除外）都算外来词。这些词汇在二战以後迅速增加，其中又以英语的辞汇为最多。
可是，即使一樣是英語詞，朝鮮半島南北的音譯方法也可能有所不同，例如：
| 英語 | 韓國標準語  | 朝鮮文化語  | 意義   |
| ---- | ----------- | ----------- | ------ |
|      | kaenada     | k'anada     | 加拿大 |
|      | keompyuteo  | k'omp'yut'ŏ | 電腦   |
|      | tellebijeon | t'ellebijon | 電視   |
而且，朝鮮民主主義人民共和國由於政治原因，二战後吸收的外来词不少根據俄语音譯，例如：
| 朝鮮文化語   | 俄語      | 韓國標準語   | 英語    | 意義   |
| ------------ | --------- | ------------ | ------- | ------ |
| ppŭrogŭramma | programma | peurogeuraem | program | 程式   |
| myanma       | mʹyanma   | miyanma      | Myanmar | 緬甸   |
| rossiya      | rossiya   | reosia       | Russia  | 俄羅斯 |
| ttangk'ŭ     | tank      | taengkeu     | tank    | 坦克   |
| kkayak'ŭ     | kayak     | kayak        | kayak   | 皮艇   |
朝鲜语的外来词多為直接传入，但是也有少数是藉由日语传入的，比如：
| 韓語  | 日語 | 語源          | 意義 |
| ----- | ---- | ------------- | ---- |
| ppang | pan  | 葡萄牙語 「」 | 麵包 |

### 混種词
混合词（：／）是以上三种词中，至少兩種的混合型。

## 文字
公元15世纪以前，朝鲜王朝的士大夫阶层通行汉文，并有辅助阅读、记录朝鲜语发音或语法的吏读和乡札等基于汉字之书写手段，但并没有独立记录朝鲜语的文字。由于朝鲜语与汉语分属完全不同的语系，使用汉字来记录朝鲜语是一件很不容易的事。加之一般百姓不懂得如何阅读汉文，导致了文化交流与发展的不便。为解决朝鲜民族文字书写的问题，朝鲜王朝的世宗大王于1443年组织一批学者创造了适合标记朝鲜语语音的文字体系--諺文。当时称作“训民正音”。諺文的发明推动了朝鲜半岛在政治、经济、文化等诸多领域的发展，世宗大王也得到了后世朝鲜族人民的爱戴。

### 字母
最初创制的二十八个基础字母，这二十八个字母分别如下：
|  |  |  |  |  |  |  |  |  |
|  |  |  |  |  |  |  |  |  |

|  |  |  |  |  |  |
|  |  |  |  |  |  |

但是随着朝鲜语音韵结构的变化，有四个音消失，於是今天使用的基础字母只有二十四个。这二十四个基础字母相互组合就构成了今天朝鮮文字母表的四十个字母。
|  |  |  |  |  |  |  |  |  |  |
|  |  |  |  |  |  |  |  |  |  |

|  |

红色字母是竖立类，蓝色字母是躺卧类，绿色字母是复合类。母音字母所属的类别对组字时候选用何种规则有着很大的關係。

### 组字规则
諺文组字的时候以音节为单位，一个音节组成一个朝鮮字，每个字的部件排列遵循「从左到右，自上而下」这两个基本规则。朝鲜语的音节由初声子音（声母）、中声母音（韵母）和终声子音（韵尾）三个部分组成。在语言的实际应用中，有的音节备全了三个部分；有的音节只有声母和韵母，没有韵尾；而有的音节没有声母，却有韵母和韵尾；更有甚者只有韵母。
- 声母－韵母的音节：根据母音字母所属的种类不同，组字的规则分做三种

| 子音字母添加在竖立类母音字母的左边（从左到右） |
|                                                |
| 子音字母添加在躺卧类母音字母的上方（自上而下） |
|                                                |
| 子音字母添加在复合类母音字母的左上方           |
|                                                |

- 只有韵母的音节：用不念声的子音字母充当音节的声母部分。然後根据声母－韵母的音节的组字规则组字

|  |

- 有韵尾的音节：韵尾字母一律添加在「声母韵母结合体」的正下方

|  |

## 地理分布与方言

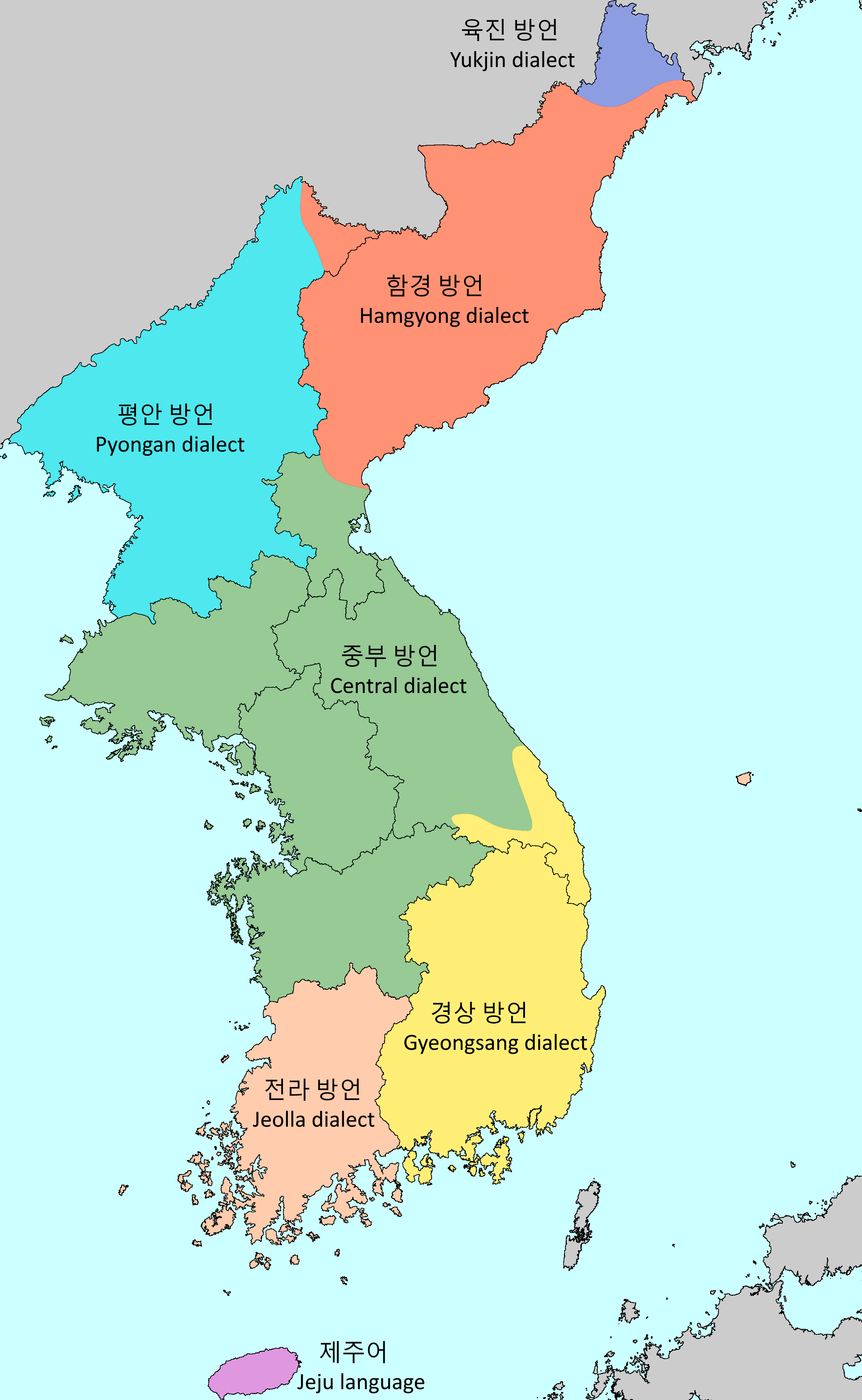
朝鮮半島的韓語七大方言地圖

韩语的使用者绝大多数聚集在东亚的韓國与朝鮮。朝鲜语在这两个国家不仅是国语，而且这两个国家的朝鲜语使用者占了全球朝鲜语使用者的90%以上。在中国东北部的吉林省、黑龙江省和辽宁省，居住着大约近两百万的中国朝鮮族，现在朝鮮语是中国吉林省延边朝鮮族自治州的两种官方语言之一（另外一种是汉语普通話）。在黑龙江省也有中国唯一的一个省级朝鮮语广播电台。在日本，由於历史的原因，居住着大约七十万的韩裔。朝鲜语虽然在日本不是官方语言，但是很多韩裔日本人都会说朝鲜语。此外在美洲，还有大约有一百六十六万来自韩国的移民。
韩语的方言根据行政区域可以分做七种。除了济州方言以外，邻近的方言大都能够通话，但是跨区之间的方言通话就有些困难（比如南方庆尚道方言跟北方咸镜道方言）。
1. 西北方言，今天朝鮮官方語言文化语（朝鲜）宣稱建立在该方言平壤话之上，實際上仍是以京畿道方言作為基礎，只是略微加上些平壤詞彙而已，平安道方言的發音特點和語法特點基本沒有在文化語中體現出來 [29]。通行区域在朝鲜的平壤市、平安北道、平安南道以及慈江道大部，以及中國遼寧省的朝鮮族群。也称平安道方言。
2. 东北方言，通行区域在朝鲜的两江道、咸镜北道、咸镜南道的大部份地區以及慈江道东面的一小部分地区，以及中國吉林省與黑龍江省的朝鮮族群。也称咸镜道方言。
3. 中部方言，通行区域最广、使用人口最多的方言，今天标准韩国语（大韓民國）就建立在该方言首爾（汉城）话之上，朝鮮的文化語（朝鮮民主主義人民共和國）實際上也主要是以該方言的京畿道方言為基礎。在朝鲜，通行区域包括开城市、黄海北道、黄海南道、江原道、咸镜南道南面的部分地区；在大韓民國，通行区域包括首尔市（汉城）、仁川市、京畿道、忠清南道、忠清北道、江原道以及全罗北道西北面的一小部分地区。
4. 西南方言，通行区域包括大韓民國的光州市、全罗南道以及全罗北道的大部份地區。也称全罗道方言。
5. 东南方言，通行区域包括大韓民國的釜山市、大邱市、庆尚南道以及庆尚北道。是朝鲜语六种方言中唯一仍存留声调的方言。也称庆尚道方言。
6. 济州方言，通行区域在济州道。该方言同其他六种方言差别极大，所以一般都无法跟朝鮮半島的人们通话。
7. 六鎮方言，通行区域在咸鏡北道北部和延邊州東部。是朝鮮王朝征服咸鏡道時設的六個軍鎮戍軍所操的語言，與其他韓語方言難以互通。

此外，由於文化接触方面，朝鲜语在不同地方的移民的语言亦产生变化。这些移民团体的方言大致如下：
1. 在日朝鲜语
2. 中国朝鲜语
3. 在美朝鲜语
4. 高丽语（俄国人对高丽人所讲的语言的称呼）。

## 南北之间的语言差异

### 音韵与字母的差异

#### 文字
虽然「한글」的原义是「大字」的意思，但是朝鮮民主主義人民共和國碍於的跟「大韓民國（대한민국）」的同音而将其改称做。

#### 字母名
朝鮮文化語与和韓國標準語对辅音字母的称呼也有明显的差异，其区别如下：

| - kiŭk - toen'giŭk - niŭn - tiŭt - toendiŭt - riŭl - miŭm - piŭp - toenbiŭp - siŭt - toensiŭt - iŭng - chiŭt - toenjiŭt - ch'iŭt - k'iŭk - t'iŭt - p'iŭp - h'iŭt | - giyeok - ssanggiyeok - nieun - digeut - ssangdigeut - rieul - mieum - bieup - ssangbieup - siot - ssangsiot - ieung - jieut - ssangjieut - chieut - kieuk - tieut - pieup - hieut |

南韓保留了1527年《訓蒙字會》（훈몽자회）中的稱法，而北韓僅使用「字母+++字母」的固定格式。南韓用（雙）稱呼紧音字母，北韓用（強）稱呼紧音字母。

#### 字母表
除了文字名称上的差别以外，还有字母表顺序上的差别。

##### 子音
韓國：
朝鮮：
韩国将这5个紧音字母排列在与它们相对的鬆音的後面；朝鲜则将它们重新排列後放在字母的後面。
韩国将不发音的字母与做韵尾（/ŋ/）的当作同一个字母，并且只在字母表中出现一次；朝鲜则仍然保留二十八个字母时期的习惯，将做韵尾（/ŋ/）的排列在後，将不发音的字母排在字母表的最後，所以字母在字母表中出现了两次。

##### 母音
韓國：
朝鮮：
韩国根据字母基础音归类的法则排列复合韵母，比如「/ɛ/ /ja/ /jɛ/」的基础音是「ㅏ/a/」，所以依序排列到单韵母「/a/」的後面，又如「/wʌ/ /we/ /wi/ /ju/」的基础音是「/u/」，所以这些字母也依序排列到单韵母「/u/」的後面；朝鲜的排序則不遵此规则。

### 词汇与文法的差异
朝韓的朝鲜语间的差异主要体现在用词上。

#### 用詞差異
| 中文           | 朝鮮文化語 | 韓國標準語 |
| -------------- | ---------- | ---------- |
| 衛生間／洗手間 | （）       | （）       |
| 朋友           | （）       | （）       |
| 公務人員       | （）       | （）       |
| 玉米           | （）[註 2] | （）[註 3] |
| 破壞           |            |            |
| 小學           | （）       | （）       |
| 郵局           | （）       | （）       |
| 便宜           |            | （）       |
| 網咖           | （）       | （）       |
| 鵝             |            |            |
| 肛門           | （）       | （）       |
| 長崎蛋糕       | （）       |            |
| 高麗菜         |            | （）       |
| 拔河           |            |            |
| 油漆           |            | [註 4]     |
| 糖衣錠         | （）       | （）       |
| 漢藥           | （）       | （）       |
| 玉春糖         | （）       | （）       |
| 12碼罰球       |            |            |
| 胸口停球       |            |            |

#### 漢字詞使用
大韓民國标准语中有大量的汉字词（约占总词汇量的60%左右），较北朝鮮的文化语更多。但在實際使用中，除了极少数的常用汉字词之外，其他汉字词一般只在书面或正式場合使用。同時，由于北朝鮮从20世纪50年代初期就开始全面废除汉字，其“文化语”为避免废除汉字后造成的汉字词同音异义问题而大量使用固有词语代替汉字词，而韩国的标准语则更倾向于通过从英语中引入外来语的方式来降低同音汉字词的出现频率。
| 中文     | 朝鮮文化語 | 韓國標準語   |
| -------- | ---------- | ------------ |
| 洪水     |            | （）         |
| 经痛     |            | （）         |
| 食道     |            | （）         |
| 老花眼   |            | （）         |
| 退燒藥   | （）       | （）         |
| 防腐劑   | （）       | （）         |
| 十字路口 |            | （）         |
| 斑馬線   |            | （）         |
| 正四方形 | （）       | （正四方形） |
| 無處不在 | （）       | （）         |
| 可燃性   | （）       | （）         |
| 开放     |            | （）         |
| 嬰兒車   | （）       | （）         |
| 海草     |            | （）         |
| 停車場   | （）       | （）         |
| 小卖店   |            | （）         |
| 單一     | （）       | （）         |
另一方面，有時候北朝鮮還在使用的漢字詞在大韓民國已經被外來語取代。
| 中文         | 朝鮮文化語 | 韓國標準語 | 韓國外來詞來源 |
| ------------ | ---------- | ---------- | -------------- |
| 旅馆         | （）       |            | 英語：         |
| 吹風機       | （）       |            | 英語：         |
| 女高音       | （）       |            | 義大利語：     |
| 短道競速滑冰 | （）       |            | 英語：         |
| 直升機       | （）       |            | 英語：         |
| 鈴鼓         | （）       |            | 英語：         |
| 手風琴       | （）       |            | 英語：         |
| 伺服器       | （）       |            | 英語：         |
| 色情電影     | （）       |            | 英語：         |
| 原子筆       | （）       |            | 英語：         |
| 速食         | （）       |            | 英語：         |
| 果汁         | （）       |            | 英語：         |
| 甜椒         | （）       |            | 法語：[註 5]   |

#### 外來語使用
另外，兩國外來語使用也存在差異，大韓民國使用更多外來語，且多為英語借詞；而北朝鮮則較少使用外來語，並且在借詞時會較多使用原文、英式英语、日文转译或前共產陣營國家的語言。
| 中文   | 朝鮮文化語 | 來源                 | 韓國標準語 | 來源                 |
| ------ | ---------- | -------------------- | ---------- | -------------------- |
| 加拿大 | 카나다     | 法語： /kanada/      | 캐나다     | 英語： /ˈkænədə/     |
| 西班牙 | 에스빠냐   | 西班牙語：           | 스페인     | 英語：               |
| 比利时 | 벨지끄     | 法語：               | 벨기에     | 荷蘭語：             |
| 瑞典   | 스웨리예   | 瑞典語：             | 스웨덴     | 英語：               |
| 俄羅斯 | 로씨야     | 俄語： ()            | 러시아     | 英語：               |
| 波蘭   | 뽈스까     | 波蘭語：             | 폴란드     | 英語：               |
| 捷克   | 체스꼬     | 波蘭語：             | 체코       | 英語：               |
| 匈牙利 | 마쟈르     | 匈牙利語：           | 헝가리     | 英語：               |
| 電腦   | 콤퓨터     | 英語：               | 컴퓨터     | 英語：               |
| 牧羊人 | 쉐빠뜨     | 英語：               | 셰퍼드     | 英語：               |
| 收音機 | 라지오     | 日語： ()            | 라디오     | 英語：               |
| 能源   | 에네르기   | 德語： /e.nɐˈgiː/    | 에너지     | 英語： /ˈɛn.ə.d͡ʒi/   |
| 杯子   | 고뿌       | 日語： ()            | 컵         | 英語：               |
| 絲襪   | 스토킹     | 英式英語： /ˈstɒkɪŋ/ | 스타킹     | 美式英語： /ˈstɑkɪŋ/ |
| 拖拉機 | 뜨락또르   | 俄語： ()            | 트랙터     | 英語：               |
| 油漆   | 뼁끼       | 日語： ()            | 페인트     | 英語：               |

#### 受政治影響的詞彙
以下的詞彙因為南北的政治系統而出現差異。
| 中文         | 朝鮮文化語   | 意思         | 韓國標準語    | 意思          |
| ------------ | ------------ | ------------ | ------------- | ------------- |
| 朝鮮         | 조선         | 朝鮮         | 한            | 韓            |
| 韓語／朝鮮語 | 조선어       | 朝鮮語       | 한국어        | 韓國語        |
| 朝鮮半島     | 조선반도     | 朝鮮半島     | 한반도        | 韓半島        |
| 朝鮮戰爭     | 조국해방전쟁 | 祖國解放戰爭 | 6·25전쟁      | 六二五戰爭    |
| 朝鮮族       | 조선민족     | 朝鮮民族     | 한민족        | 韓民族        |
| 朝鮮海峽     | 조선해협     | 朝鮮海峽     | 대한해협      | 大韓海峽      |
| 朝鮮王朝     | 조선봉건왕조 | 朝鮮封建王朝 | 조선/조선왕조 | 朝鮮/朝鮮王朝 |
| 諺文         | 조선글       | 朝鮮字       | 한글          | 韓字          |
| 朋友         | 동무         | 同務         | 친구          | 親舊          |
| 國防部       | 국방성       | 國防省       | 국방부        | 國防部        |
| 外交部長     | 외무상       | 外務相       | 외교부 장관   | 外交部長官    |
在朝鮮半島分裂成南北政權之前，「동무」（同務）一詞原本即有「朋友」的意思。其後韓國為避免「동무」（同務）一詞使人聯想到北朝鮮的同志，將該詞列入“禁則語”（금칙어）中，禁止在公共場合出現，取而代之開始使用「친구」（親舊）一詞。
朝鮮社會中亦因為其國家與韓國的關係而出現一些有隱喻意思的特別詞彙。「아랫동네」（下面村子）一詞字面上有「鄰近村子」的意思，但朝鮮人有時會使用這個詞彙來隱喻韓國。

#### 文法
朝鮮不採用韓國遵循的頭音法則，使兩國一些相同漢字詞的拼寫出現差異。
| 漢字 | 朝鮮文化語 | 韓國標準語 |
| ---- | ---------- | ---------- |
|      |            |            |
|      |            |            |
|      |            |            |
|      |            |            |
|      |            |            |
|      |            |            |
大韓民國標準語中，当词与词或词与词根組詞时，不論書寫和讀音均須加上韵尾，稱作（間綴 siot）；在朝鮮文化语中，書寫时并不須要添加該韵尾，但读音相同。
| 中文 | 朝鮮文化語 | 韓國標準語 |
| ---- | ---------- | ---------- |
| 野猪 |            |            |
| 溪边 |            |            |
韓國规定名词與其修饰部分、姓名与职务以及熟语中的單词都須分開書寫；朝鮮则相反，规定必須连写。
| 中文       | 朝鮮文化語 | 韓國標準語 |
| ---------- | ---------- | ---------- |
| 吃的東西   |            |            |
| 崔时元院长 |            |            |
| 吃冷粥     |            |            |
而在文法上两国則差异不大，只在某些詞尾的拼法（例如表示過去式的在北朝鮮如果出現在、等後方則寫作）以及兩種敬语的使用上略有差异。在大韓民國，可以使用于非正式场合下与陌生人或不熟悉的人谈话，而则更為正式，一般少用於口語；但是在北朝鮮，表示相当熟稔的关系，因此与陌生人或不熟悉的人之间谈话必须使用，否则是一种失礼。

## 韓語的系属分類及各種假說
韓語被語言學界普遍認為是孤立語言，若視濟州語為獨立語言的話則屬於朝鮮語系。
而關於韩语和其他語言的關係，有些語言學家提出下幾個假說：

### 阿爾泰超语系假說
最早由芬蘭語言學家古斯塔夫·約翰·蘭司鐵（Gustaf John Ramstedt）和蘇聯語言學家葉夫根尼·波利瓦諾夫於1920年代共同提出。主要理據為韓語和其他被歸類為阿爾泰語系的語言一樣都是有元音和諧律的SOV黏着語。這個假說現在已被大多數比較語言學家否定，理由是韓語欠缺人稱後綴，與其他語言之間亦無同源詞，而元音和諧律、SOV語序和黏着語更是廣泛存在於世界各大語系中。

### 古西伯利亞語言假說
有關韓語和古西伯利亞語言之間的研究，目前主要集中在尼夫赫語上。例如韓國語言學家金芳漢就認為《三國史記》中所記載的朝鮮半島古地名與尼夫赫語有關。而美國語言學家白桂思（Christopher Beckwith）亦支持相同觀點。芬蘭語言學家尤哈·揚胡寧（Juha Janhunen）亦認為兩種語言在古代曾經有過緊密接觸，因此共同演化出類似的塞音系統。而英國考古學家馬克·J·哈德森（Mark J. Hudson）和比利時語言學家馬丁妮·羅貝茨（Martine Robbeets）2020年共同發表了一篇論文，指出有一種「尼夫赫型」語言過去曾分佈在朝鮮半島上，後來成為了韓語的底層。
除此之外，楚科奇語亦和韓語一樣有元音和諧律，且有o、u對立現象。
| 陽性 | /e/ | /o/ | /a/ |
| 陰性 | /i/ | /u/ | /e/ |
| 中性 | /ə/ |     |     |

| 陽性                       | a  | ya  | o  | wa  | yo     | ( ə)  |
| 陽性                       | ae | yae | oe | wae | ( yoe) | ( əi) |
| 陰性                       | eo | yeo | u  | wo  | yu     | eu    |
| 陰性                       | e  | ye  | wi | we  | ( ywi) | ui    |
| 中性                       | i  | i   | i  | i   | i      | i     |
| 括號為方言或已廢除的元音。 |    |     |    |     |        |       |

### 達羅毗荼-韓語系假說
韓語和達羅毗荼語系的相似性最早由一名法國傳教士發現。1905年美國傳教士霍默爾·赫伯特（Homer Hulbert）在比較過雙方的語法後認為有關聯，並正式發表了這個假說。1970年，大野晉在其著作中列出了韓語和日語中有一些可能來自泰米爾語的詞彙，他和赫伯特一樣主張古代曾經有達羅毗荼人（尤其是泰米爾人）移民到朝鮮半島和日本列島，繼而影響了當地的語言。1984年，美國語言學家摩根·克利平格（Morgan Clippinger）仔細比較過韓語和達羅毗荼語系各語言後，整理出408個潛在的同源詞，和60個對應的語音，但此後語言學界就對這個假說失去興趣。2011年，韓國語言學家、首爾大學名譽教授李基文再次提出學界應該重新審視克利平格的研究成果。
韓語與泰米爾語語法上的相似之處：
- 都是黏着語。
- 基本語序都是SOV，而且名詞和形容詞的句法相同、助詞都是後置、修飾語總是在被修飾詞前面。

韓語與泰米爾語潛在的同源詞如下：

#### 人稱代詞
| 韓語                               | 意思 | 泰米爾                            | 意思 | 註 |
| ---------------------------------- | ---- | --------------------------------- | ---- | --- |
| na (나) (naneun 나는, naega 내가)  | 我   | nāṉ (நான்)/ nāṉu (நானு) nāṅgaḷ (நாங்கள்) | 我   | Nā 在兩種語言中都是非正式用法。韓語 naneun 나는、 na 나 是第一人稱單數代詞，而 -neun 는 是主題標記。在韓語的口語中， naneun 나는 可縮短成 nan 난.                                                                          |
| neo (너) (neoneun 너는, nega 네가) | 你   | nī (நீ)/ nīnga (நீங்க)               | 你   | Nī 在兩種語言中都是非正式用法。 Nīnga நீங்க在泰米爾語中是正式用法。韓語 nega 네가 是 neo 너的不規則形式 (第二人稱單數代詞) + -ga 가 (主格標記)。在韓語的口語中， neoneun 너는 可縮短成 neon 넌， nega 네가 可唸成 niga 니가. |

#### 親屬稱謂
| 韓語            | 意思          | 泰米爾                        | 意思 |
| --------------- | ------------- | ----------------------------- | ---- |
| Eonni (언니)    | 姐姐 (女性用) | Aṇṇi (அண்ணி)                    | 大嫂 |
| Agassi (아가씨) | 小姐          | Thankachi/Thangai (தங்கச்சி/தங்கை) | 妹妹 |

#### 其他
| 韓語                      | 意思 | 泰米爾                    | 意思       | 註                     |
| ------------------------- | ---- | ------------------------- | ---------- | ---------------------- |
| Mettugi (메뚜기)          | 蚱蜢 | Vettukkili (வெட்டுக்கிளி)       | 蚱蜢       |                        |
| Pul (풀)                  | 草   | Pul (புல்)                  | 草         |                        |
| Ippal (이빨)              | 牙齒 | Pal (பல்)                  | 牙齒       |                        |
| -boda (-보다)             | 比   | Vida (விட)                 | 比         |                        |
| gada (가다)               | 去   | Kada (கட)                 | 經過或越過 |                        |
| Aigu (아이구)             | -    | Aiyō (ஐயோ)                 | -          | 表示驚訝、厭惡、不耐煩 |
| Igeot (이것)              | 這個 | Itu (இது)                  | 這個       |                        |
| Nal (날)                  | 天   | Nāḷ (நாள்)                  | 天         |                        |
| jogeum-jogeum (조금 조금) | -    | konjam-konjam (கொஞ்சம் கொஞ்சம்) | -          | 一點點                 |

兩種語言在類型學上的相同可能只是巧合；黏着語本來就很普遍，SOV語序就更常見，有將近一半的已知語言都是SOV，而且同源詞不夠多，再加上達羅毗荼人曾移民到朝鮮半島的論述亦欠缺考古學和遺傳學證據，因此很難說服大多數學者。
詳見達羅毗荼-韓超語系假說。

### 南島-朝鮮語系假說
相對上述幾個假說，認為韓語和南島語系有關聯的研究和支持者則較少。
中國語言學家吳安其在比較過南島語系各語言和韓語後，認為韓語具有大量南島語系元素：
| 雲       | 韓語kuɾɯm                         | * 南島語-邵語urum      | 卑南語kuʈem      |                     |
| 火       | 韓語puɭ                           | * 鄒語puzu             | 羅東語rohi(ropi) |                     |
| 岩石     | 中古朝鮮語pahø／慶州方言paŋku     | * 阿美語fukeluh        | 寧德婁語bek      |                     |
| 乳房     | 中古朝鮮語ʧјəs(sisi)              | * 原始南島語susu       | 阿美語ʧuʧu       |                     |
| 腳       | 韓語pa̠ɭ                           | * 原始南島語pala       |                  |                     |
| 手指     | 韓語[sʰo̞n`(k͈a̠ɾa̠k̚)                 | * 印尼語ʧaka           | 薩薩克語kikir    |                     |
| 屁股     | porki                             | * 邵語paqi             | 印尼語piŋgul     | 帕芳語horaak(porak) |
| 尾巴     | 韓語k͈o̞ɾi                          | * 毛利語kokore         | 印尼語ekor       | 東加語iku           |
| 弓       | 韓語ɸwa̠ɭ(botu)                    | * 鄒-卑南語but`u(箭)   | 印尼語busur      |                     |
| 米       | 韓語pjʌ̹                           | * 卑南語bəras          | 印尼語beras      |                     |
| 肉       | 韓語ko̞ɡi                          | * 毛利語kikokiko       | 拉巴努伊語kiko   |                     |
| 賣       | 韓語pʰa̠ɭda̠                        | * 賽德克語bari         | 排灣語paveɭi     | 亞齊語publɔə        |
| 吃       | 韓語mʌ̹k̚t͈a̠（mə為古南島語動詞前綴） | * 卑南語məkan          | 賽德克語makan    |                     |
| 吹       | pur-ta(pura)                      | * 鄒語porepe           | 拉巴努伊語puhi   |                     |
| 遠       | mər-ta                            | * 阿美語maraaj         | 東加語mamaʔo     |                     |
| 一日、天 | 韓語ha̠ɾu                          | * 馬來語、印尼語hari   | 菲律賓語araw     |                     |
| 笨       | 韓語babo                          | * 馬來語、印尼語bodoh  | 菲律賓語bobo     |                     |
| 喜歡     | 韓語sʰa̠ɾa̠ŋ                        | * 馬來語、印尼語sayang |                  |                     |

有人質疑pahø與滿語wehe為同源詞以此進一步認為韓語和滿-通古斯語系有關，但是從整個滿-通古斯語系來看，除了滿語外其他語言均使用jolo、colo、colu來表示岩石，故滿語的wehe應為借詞。
吳安其教授還發現韓語數詞系統和南島語系統有著對應關係。
古南島語數詞系統為五進位，故6、8、10均以3、4、5加上前綴構成，後來才形成十進位，例如：
| 數詞   | 1    | 2    | 3    | 4     | 5     | 6         | 7     | 8          | 9             | 10     |
| ------ | ---- | ---- | ---- | ----- | ----- | --------- | ----- | ---------- | ------------- | ------ |
| 邵語   | tata | tuʃa | turu | ʃəpat | rima  | ka-turu   | pitu  | ka-ʃəpat   | tanaθu        | makθin |
| 莫圖語 | ta   | rua  | toi  | hani  | ima   | taura-toi | hitu  | taura-hani | taura-hani-ta | gwauta |
| 韓語   | hana | tur  | səis | nəis  | tasəs | yə-səs    | irgob | yə-tərp    | ahop          | yə-r   |

韓語數詞在轉為十進位後，詞幹也轉變了。6原為/yəsəir/，南島語中有/r-s/的對應，故/səir/轉為/səis/，轉為十進位後音節縮短成/yəsəs/，8為/yətərp/，故可推4原為/tərp/轉為/nər-nəis/，10原為/yətasəs-yətrs-yəlrr-yər/。
韓語以前綴mat表達子女居長，與南島語用以表達兄妹年長的前綴mata對應，如拉巴努伊語的哥哥、姊姊為matahiapo；帕芳語的大哥、大姊為muaite。
吳安其教授認為以上現象可作為古韓語使用前綴來表達文法關係，而非一開始就使用後綴的旁證，但未引起學界注意。